# Banksia grandis
Banksia grandis là một loài thực vật có hoa trong họ Quắn hoa. Loài này được Willd. miêu tả khoa học đầu tiên năm 1798.